# Didesmus
Didesmus és un gènere de plantes endèmic de la regió mediterrània. Té 9 espècies i pertany a la família Brassicaceae.

## Taxonomia
| - Didesmus aegypticus - Didesmus aegyptius - Didesmus bipinnatus | - Didesmus myagroides - Didesmus panduriformis - Didesmus pilosus | - Didesmus pinnatus - Didesmus rostratus - Didesmus tenuifolius |